# Liste der Biografien/Poa
Liste der Biografien |
Portal Biografien |
Personensuche
# |
A |
B |
C |
D |
E |
F |
G |
H |
I |
J |
K |
L |
M |
N |
O |
P |
Q |
R |
S |
T |
U |
V |
W |
X |
Y |
Z |
?
 
Pa |
Pc |
Pe |
Pf |
Ph |
Pi |
Pj |
Pk |
Pl |
Pm |
Pn |
Po |
Pr |
Ps |
Pt |
Pu |
Pv |
Pw |
Py
 
Poa |
Pob |
Poc |
Pod |
Poe |
Pof |
Pog |
Poh |
Poi |
Poj |
Pok |
Pol |
Pom |
Pon |
Poo |
Pop |
Por |
Pos |
Pot |
Pou |
Pov |
Pow |
Pox |
Poy |
Poz
Die Liste der Biografien führt alle Personen auf, die in der deutschsprachigen Wikipedia einen Artikel haben. Dieses ist eine Teilliste mit 9 Einträgen von Personen, deren Namen mit den Buchstaben „Poa“ beginnt.

## Poa

### Poac
- Poach, Andreas (1516–1585), deutscher Reformator

### Poag
- Poag, Mark (* 1977), US-amerikanischer Basketballspieler
- Poage, George (1880–1962), US-amerikanischer Leichtathlet
- Poage, William R. (1899–1987), US-amerikanischer Politiker

### Poal
- Poalelungi, Mihai (* 1962), moldauischer Jurist

### Poap
- Poapst, Steve (* 1969), kanadischer Eishockeyspieler und -trainer

### Poar
- Poarch, Bella (* 1997), philippinisch-US-amerikanische Influencerin

### Poat
- Poaty, Morgan (* 1997), kongolesischer Fußballspieler
- Poaty-Souchlaty, Alphonse (1941–2024), kongolesischer Schriftsteller und Politiker, Premierminister der Republik Kongo